# El Cortez
El Cortez – hotel i kasyno, położony w centrum miasta Las Vegas, w amerykańskim stanie Nevada. Obiekt od początku swojej działalności skierowany był przede wszystkim do lokalnych mieszkańców, zmęczonych wielkimi kasynami, odwiedzanymi przez turystów.
El Cortez, który funkcjonuje od 1941 roku, jest jednym z najstarszych kasyn/hoteli w Las Vegas.

## Historia
Marion Hicks i J.C. Grayson wybudowali El Cortez – pierwszy tak duży kompleks w centrum Las Vegas – w 1941 roku, przeznaczając na ten cel 245 tysięcy dolarów. Początkowo wydawało się, że lokalizacja na rogu 6th Street i Fremont będzie zbyt oddalona od śródmieścia, jednak szybko okazało się, że obiekt przynosi tak wysokie zyski, że w 1945 roku wykupiony został przez Bugsy'ego Siegela, Meyera Lansky'ego, Gusa Greenbauma oraz Moe Sedwaya. W 1963 roku ówczesny właściciel El Cortez, Jackie Gaughan, dodał do obiektu nowe pokoje w specjalnym sektorze Pavilon Rooms. W 1980 roku oraz w roku 2009 do użytku oddawano kolejne nowo wybudowane części budynku, dzięki czemu liczba pokoi wzrosła do obecnych 364.
El Cortez jest jednym z nielicznych obiektów w Las Vegas, które nigdy nie zmieniły wyglądu swojej fasady; od ponad 60 lat architektura i wystrój nieruchomości nawiązuje do tematyki hiszpańskiego rancza.

## Obecna działalność
Syn Jackiego Gaughana, Michael Gaughan, jest właścicielem salonu zakładów sportowych South Point Race and Sports Book, który działa w kasynie El Cortez.
Na przestrzeni lat El Cortez przechodził wiele renowacji, a ostatnia z nich zrealizowana została w 2006 roku. W jej ramach, w całym obiekcie położono nowe wykładziny, marmurowe podłogi, zmodernizowano pokoje i kuchnie restauracyjne, a także wstawiono nowe automaty do gier. Mimo że El Cortez znajduje się zaledwie przecznicę od Fremont Street Experience, zaliczany jest do Fremont East – nowo powstałej sekcji śródmieścia. Jednocześnie obiekt połączony jest nadziemnym pasażem z Las Vegas Boulevard. El Cortez znane jest jako miejsce, w którym twórcy nowych gier stołowych mogą je testować, zanim trafią do największych kasyn.
W 2008 roku, tuż przed swoimi 88. urodzinami, Jackie Gaughan sprzedał hotel swojemu synowi, bratankowi oraz Kenny'emu Epsteinowi – długoletniemu parterowi biznesowemu.
Obecnie Jackie Gaughan, który wciąż pozostaje właścicielem i operatorem kasyna El Cortez (od lat 50. XX wieku), posiada prywatny penthouse w wieży hotelowej i niemalże codziennie obecny jest w kasynie, gdzie osobiście wita gości i gra w pokera.